# دویرانتسی
دویرانتسی (به بلغاری: Doyrantsi) یک منطقهٔ مسکونی در بلغارستان است که در شهرستان آردینو واقع شده‌است.
 دویرانتسی ۱۰٫۴۲۶ کیلومتر مربع مساحت و ۲ نفر جمعیت دارد.